# La agencia Thompson y Cía.
La agencia Thompson y Cía. ("L’agence Thompson and Co.") es una novela del escritor francés Jules Verne publicada póstumamente en capítulos en "Le Journal", entre el 17 de octubre y el 25 de diciembre de 1907. Posteriormente, se editó en un volumen doble de 492 páginas el 15 de noviembre del mismo año.
Estudios recientes han demostrado que fue ampliamente modificada por Michel Verne, hijo de Jules Verne, siendo la obra más alterada por él. De hecho, el manuscrito es por completo obra suya.

## Historia de publicación
A la muerte del escritor, Michel Verne presentó una serie de novelas terminadas a la casa Hetzel cuyo listado fue dado a conocer al público en general. El mismo año de su muerte vio la luz "El faro del fin del mundo"; y el siguiente año, "El volcán de oro". Sin embargo, en 1907, un título que no estaba en la lista oficial, "La agencia Thompson y Cía.", fue lanzado sin ninguna explicación. "La agencia Thompson" recibió las mejores críticas en la etapa póstuma de Verne, sin embargo el investigador verniano Piero Gondolo della Riva, en 1978, tuvo acceso a los manuscritos originales y, al comparar la firma del escritor, encontró que el documento era diferente del resto, por lo que llegó a la conclusión de que "La agencia Thompson" estaba escrita totalmente por Michel. Sin embargo, nuevos estudios parecen indicar que en realidad Julio Verne escribió los primeros veinte capítulos, y Michel concluyó la obra.:

La novela que es objeto de comentario en este artículo no es, en realidad, una novela extraordinaria en todas sus partes como pudiera pensarse, y esto se debe a que dicho relato, como ya señalamos, fue redactado por dos escritores distintos. El autor de los capítulos del XXI al XXX no es el mismo de la primera parte, ni gozaba del ingenio, agudeza, humor y profundidad en el tratamiento de la información, de los personajes y de la novela en general.

Hasta el capítulo XX, la novela está escrita en un estilo muy similar al de "Los piratas del Halifax" y "La vuelta al mundo en ochenta días". En estos primeros veinte capítulos, el relato está lleno de vitalidad y fuerza expresiva. Los diez últimos capítulos son una burda falsificación del estilo literario de Verne: se trata de una aproximación a su estilo narrativo que no está bien lograda, y que desmejora la calidad total del relato. La erudición desplegada por Verne en la primera parte no tiene continuidad en la segunda, las constantes citas en otros idiomas desaparecen, el tono ingenioso, irónico, mordaz y trágicómico característico de Verne desaparece también.
En los primeros capítulos asistimos a un relato lleno del simbolismo propio de la obra verniana, pero a partir de allí, la narración se torna más lenta y pesada, el brillo y el ingenio se esfuman.
Suponemos, como es lógico, que la primera parte de esta novela fue escrita por Jules Verne y que es Michel quien escribe después.
Jesús Yovanny Rojas Mora, « "Agencia Thompson": ¿dos estilos? »

En conclusión, Jules Verne escribió una obra casi completa que debió de llamarse "Un voyage economique" ("Un viaje económico"), y Michel Verne añadió otros diez capítulos a la obra.

## Síntesis
Thompson es un empresario que inicia una agencia de viajes turísticos en las costas ibéricas. Sufre una lucha de precios con la compañía rival; sin embargo, logra embarcar a un grupo de curiosas personas en su viaje turístico. Entre ellas, destacan la linda estadounidense Alice Lindsay, que viaja junto a su hermana Dolly, Jack, hermano del exesposo de Alice, y el misterioso Saunders.
Durante el viaje, Jack trata de conquistar a su cuñada, ya que desea el dinero que le dejó en herencia su hermano. Sin embargo, las peripecias del viaje hacen que Roberto, el traductor y cicerón del viaje, se enamore de ella y se cree una fuerte rivalidad entre Jack y él, hasta al punto de que Jack desee la muerte de uno y de la otra.
La nave alquilada por el avaro Thompson, el "Seamew", resulta ser un viejo cascarón que no logra soportar todo el camino, lo que lo lleva a encallar en las costas africanas, y eso obliga a los turistas a vérselas con caníbales y ser atacados por bandidos, situación que se empeora con la aparente muerte del traductor, el único que parece tener sangre fría ante tales apuros.

## Personajes
- Robert Morgand (Marqués de Gramond): joven francés que se enlista en el Seamew como intérprete y cicerone. Es un desempleado que toma el trabajo por necesidad a pesar de la pobre paga.
- Alice Lindsay: joven viuda que busca olvidar a su marido. Sin embargo, es acosada por el embustero de su cuñado, que busca arrebatarle la herencia. Durante el viaje, Alice se enamora de Roberto.
- Dolly Lindsay: hermana menor de Alice. En el crucero también conocerá el amor.
- Jack Lindsay: ambicioso cuñado de Alice que perdió su herencia en las apuestas y busca enamorarla con el fin de tener acceso al dinero que dejó su hermano.
- Roger de Sorgues: un francés que entambla amistad con Robert. Se enamora que Dolly.
- Thompson: avaro promotor inglés del viaje que decide ahorrar en todo.
- Baker (Saunders): rival de Thompson que se embarca con una identidad falsa con el fin de ver cómo fracasa su avaro rival.

## Capítulos
- I Aguantando el chaparrón.
- II Una adjudicación verdaderamente pública.
- III En la bruma.
- IV Primer contacto.
- V Al largo.
- VI Luna de miel.
- VII El cielo se nubla.
- VIII La Pascua de Pentecostés.
- IX Una cuestión de derecho.
- X En el que se demuestra la prudencia de Johnson.
- XI Una boda en San Miguel.
- XII Singulares efectos del mareo.
- XIII La solución del anagrama.
- XIV Curral das Freiras.
- XV Cara a cara.
- XVI La aparición de la luna roja.
- XVII El segundo secreto de Roberto Morgand.
- XVIII En el cual el Seamew se detiene por completo.
- XIX El segundo diente del engranaje.
- XX En la cima del Teide.
- XXI Un accidente oportuno.
- XXII A la deriva.
- XXIII Como una lámpara que se extingue.
- XXIV En el que Thompson se transforma en almirante.
- XXV En cuarentena.
- XXVI En el que Thompson a su vez tiene que soltar su dinero.
- XXVII En el que no se hace más que cambiar de carceleros.
- XXVIII En el que la excursión de la agencia Thompson lleva trazas de adquirir insospechadas proporciones.
- XXIX ¡En paz!
- XXX Conclusión.

## Temas vernianos tratados

### Exploraciones
A esta novela le corresponde la exploración del Océano Atlántico, especialmente los terrenos frente a las costas portuguesas y africanas; resaltan la exploración de los archipiélagos de las Azores, de Madeira y de las Canarias.

### Rechazo a la Inglaterra colonial
Constituye una de las novelas que atacan más a la Inglaterra colonial. Los personajes de Thompson (avaro) y Baker (envidioso) representan dos de los más claros ejemplos del sentimiento de Verne hacia ese país, además de mostrar que varias islas, especialmente Madeira, no eran más que extensiones de Londres, lo que afirma el interés de Verne por la sociedad inglesa.